# تویتس
تویتس (به لاتین: Tõitse) یک روستا در استونی است که در دهستان کونگا واقع شده‌است.